# Hooligans (film 2005)
Hooligans (Green Street) è un film del 2005 diretto da Lexi Alexander.

## Trama
Matt Buckner, brillante studente di giornalismo ad Harvard, viene espulso dall'università per colpa del suo compagno di stanza (Jeremy Van Holden, figlio di una ricca e potente famiglia) il quale è un tossicodipendente e una volta scoperto dalla scuola fa in modo che tutte le colpe ricadano su Matt, al quale offre dei soldi come "ricompensa", che in primo momento vengono rifiutati; Van Holden li lascia quindi sul tavolo ed esce dalla stanza. Matt quindi, disilluso e sconfitto, li prende e decide di andare a Londra da sua sorella Shannon, dove fa amicizia con il fratello di suo cognato, Pete Dunham, che è il leader degli hooligans del West Ham United, la Green Street Elite (GSE, che si ispira all'Inter City Firm).
Matt è un ragazzo debole, insicuro e senza certezze, ma successivamente all'entrata nel gruppo, partecipando attivamente al ritorno alla "vecchia fama" della GSE con scontri violenti con altre tifoserie, diventa molto sicuro di sé e comincia a vedere il mondo da un'altra prospettiva.
Matt, noto come "lo Yankee" comincia a essere benvoluto dalla GSE e soprattutto da Pete, guadagnandosi però il rancore di Bovver, il "vice" di Pete, che inizia a esser geloso di lui. La situazione degenera quando, nella F.A. Cup, il West Ham Utd deve incontrare il Millwall, storica squadra rivale londinese: il gruppo viene a scoprire che Matt studiava giornalismo negli Stati Uniti (cosa che aveva omesso a Pete) e lo accusa di essere in realtà un giornalista del Times infiltrato, creando un clima di sfiducia e tensione all'interno della GSE; Bovver è, naturalmente, tra i più ostili a Matt. In sua difesa accorre il cognato Steve, alias "The Major", ex-capo della GSE, che convince Pete a dare fiducia a Matt.
Bovver, sconvolto dalla gelosia e dal risentimento, si rivolge allora a Tommy Hatcher, violento capo degli acerrimi rivali del Millwall, dicendo che un giornalista infiltrato avrebbe creato problemi anche a loro: per incentivarlo ad intervenire contro Matt e gli altri membri del gruppo, Bovver confida ad Hatcher che nel loro pub, assieme allo Yankee, c'è "The Major", col quale ha un conto in sospeso: dieci anni prima il figlio dodicenne di Tommy, infatti, morì partecipando, in casa del Millwall, ad uno scontro con la GSE guidata allora da "The Major", e fu proprio a causa di quella tragedia che Steve Dunham si ravvide, abbandonando il mondo del tifo violento e del calcio.
Hatcher e i suoi, grazie alla delazione di Bovver, attaccano allora il pub dei tifosi del West Ham, e nella micidiale rissa che segue Tommy ferisce gravemente Steve, che finisce all'ospedale. La moglie Shannon, sconvolta, accusa ingiustamente Pete di essere la causa delle condizioni del marito e di aver plagiato il fratello, con il quale decide di tornare negli Stati Uniti, insieme al proprio figlio di pochi mesi.
Pete organizza per il giorno dopo una resa dei conti definitiva con quelli del Millwall, mentre Matt sembra fare i preparativi per tornare negli Stati Uniti, ma la mattina dopo si unisce agli altri compagni. Shannon, preoccupata, lo va a cercare, recandosi sconsideratamente con il figlioletto proprio sul luogo della sfida.
Durante lo scontro tra le due tifoserie, Pete si sacrifica, rimanendo ucciso per salvare la famiglia del fratello da Hatcher, reso come folle dall'odio e intenzionato a procurare a "The Major" il dolore causato dalla perdita del figlio.
Bovver cerca una sorta di redenzione, partecipando al violento scontro e aiutando Matt a mettere in salvo Shannon e il figlio. Con la morte di Pete, ucciso da Hatcher durante lo scontro, Matt decide di tornare negli Stati Uniti. Ma ora non è più il ragazzo debole e insicuro che compare all'inizio del film bensì, grazie agli insegnamenti di Pete e all'esperienza maturata sostenendo il West Ham e lottando accanto ai propri compagni, è diventato un uomo che sa affrontare la vita e combattere per i propri diritti. Affronta il suo vecchio compagno di stanza van Holden e riesce a fargli confessare le sue colpe, incidendole su un registratore che nascondeva su di sé, cosa che gli consentirà di essere riammesso ad Harvard.
Nella scena finale del film Matt si allontana, nel silenzio notturno, lungo una strada, intonando ad alta voce l'inno del West Ham United I'm forever blowing bubbles, tornando a respirare l'atmosfera tipica dei tanti "pre-partita" vissuti assieme ai compagni di tifo.

## Produzione

### Cast
Jeremy Van Holden è interpretato dal cantante Terence Jay.

### Riprese
Nella scena iniziale in cui i ragazzi della GSE incontrano i tifosi rivali del Tottenham in metropolitana vengono inquadrati i due gruppi: i tifosi del West Ham hanno tutti le scarpe bianche mentre gli avversari non vengono inquadrati a quell'altezza.
Quando verso la fine Bovver picchia Matt al pub e Pete li divide, si sente Pete che dice "Non puoi picchiare uno della gang"; questa traduzione è sbagliata poiché lui dovrebbe dire "Non puoi picchiare un uomo a terra". Questo spiegherebbe il motivo per il quale non ha detto niente quando lo hanno picchiato all'inizio della scena.
Le immagini della prima partita a cui Matt assiste si riferiscono a West Ham-Gillingham 3-1, disputata il 23 ottobre 2004 per la quindicesima giornata della Football League Championship (nelle immagini compaiono chiaramente i giocatori Danny Spiller e Leon Johnson). A dispetto di ciò, i dialoghi fanno pensare che l'avversario sia il Birmingham City. La scelta, del resto, non deve essere stata casuale, poiché nella sua storia spesso il Birmingham City ha utilizzato in trasferta una seconda maglia con blu e nero, stessi colori esibiti dal Gillingham nel film.

## Colonna sonora
Oltre a recitare nel film, il cantante Terence Jay ha anche inciso la colonna sonora del film, da cui è stato estratto il singolo One Blood.

## Distribuzione
In Italia, così come in diversi Paesi del mondo, il film è stato vietato ai minori di 18 anni, per via delle numerose scene di violenza cruda e splatter, in esso presenti.

## Sequel
Il sequel, Hooligans 2, è uscito in direct-to-video nel 2009 e vede ritornare solo Ross McCall dal cast originale.
Nel 2013 è uscito in direct-to-video il terzo capitolo della saga Hooligans 3, che vede un cast completamente rinnovato.